# مسجد عمر كامبونغ ميلاكا
مسجد عمر كامبونغ ميلاكا (بالإنجليزية: Masjid Omar Kampong Melaka ، بالصينية: 奥玛甘榜马六甲回教堂 ) هو مسجد في سنغافورة، يقع المسجد في شارع كنج تشيو في منطقة تخطيط نهر سنغافورة داخل المنطقة المركزية والمنطقة التجارية المركزية في سنغافورة .

## البناء
يعد مسجد عمر كامبونغ ميلاكا أول مسجد يتم بناؤه في سنغافورة، وقد تم تأسيسها مسجد عمر كامبونغ ميلاكا في عام 1820، بعد سنة من تعيين البريطانيين للرقي والنهضة بموقع الجزيرة تجاريا، منذ ذلك الحين تم إعادة بناء المسجد مرتين، المرة الأولى في عام 1855، والمرة الأخرى في الفترة (1981 - 1982)، وتعود ملكية المسجد إلى مجلس أوغما الإسلامي في سنغافورة .

## التاريخ
بقع المسجد على الضفة الجنوبية لنهر سنغافورة، تم بناء مسجد عمر كامبونغ ميلاكا للمسلمين من قِبل السير ستامفورد رافلز في خطة بلدته في العام 1822، ونتيجة لذلك انجذب العرب والجاويين والإندونيسيين والماليزيين للمنطقة، وينعكس تراث المسجد الطرز المعمارية المتنوعة الملونة والتي يمكن العثور عليه في المنطقة بسهولة. السيد عمر بن علي الجنيد هو تاجر عربي من حضرموت وكان مؤسس المسجد، كان ابنه السيد عبد الله بن عمر الجنيد مسؤول عن إعادة بناء المسجد في عام 1855، وكانت مساهمات أسرة الجنيد في سنغافورة لا يستهان بها، وتعد من بين أغنى ثلاث أسر عربية في سنغافورة .

## العمارة
كان الهيكل الأصلي للمبنى مبني من الأخشاب المؤقت والذي تم هدمه واستبداله بمسجد مبني من الطوب في 1855، وتزامن مع إعادة الإعمار المسجد فقد زرع طريق جديد من خلال مسجد عمر كامبونغ ميلاكا لجمع المصلين من المنطقة المحيطة به، ومع كبر الجماعة الإسلامية في المنطقة أصبح مسجد الأخشاب غير كاف وتم بناء مسجد أكبر وأكثر ثباتا من هيكل مبني من الطوب لتقديم خدمة أفضل للاحتياجات المتزايدة للمسجد، في الفترة (1981 - 1982) وبعد ما يقرب من مائة سنة من استخدام المسجد، وكان المسجد في حاجة ماسّة إلى لإعادة الإعمار، في ذاك الوقت كان مسجد عمر كامبونغ ميلاكا على عكس المساجد الأخرى في سنغافورة لا يحتوي على مئذنة، إلا أنه في عام 1985 بنيت فيه مئذنة طويل مع قبة صغيرة أضيفتا إلى مدخل المسجد، اليوم المسجد له القدرة على استيعاب ما مجموعه 1،000 مصلي في وقت واحد .

## الصور

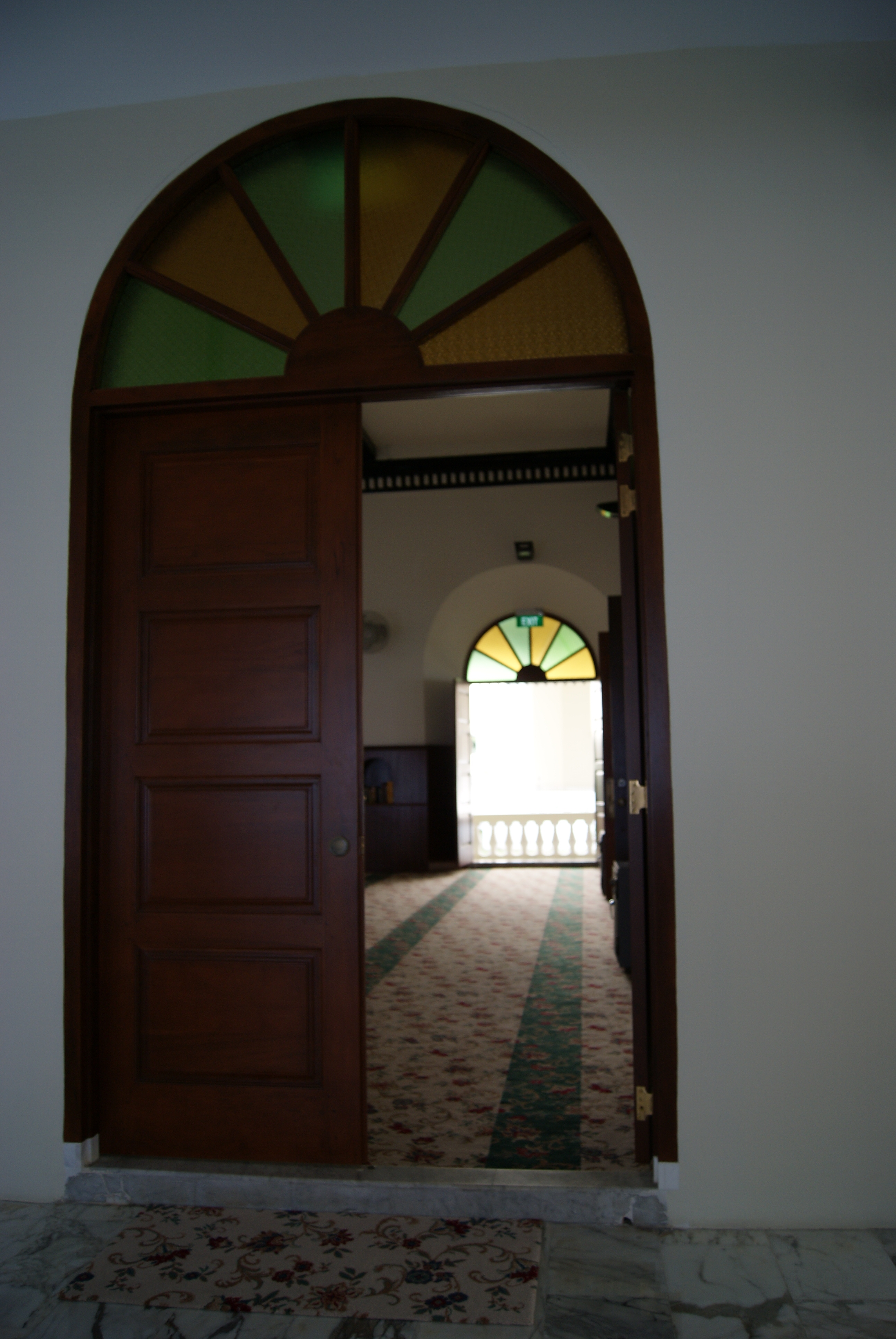
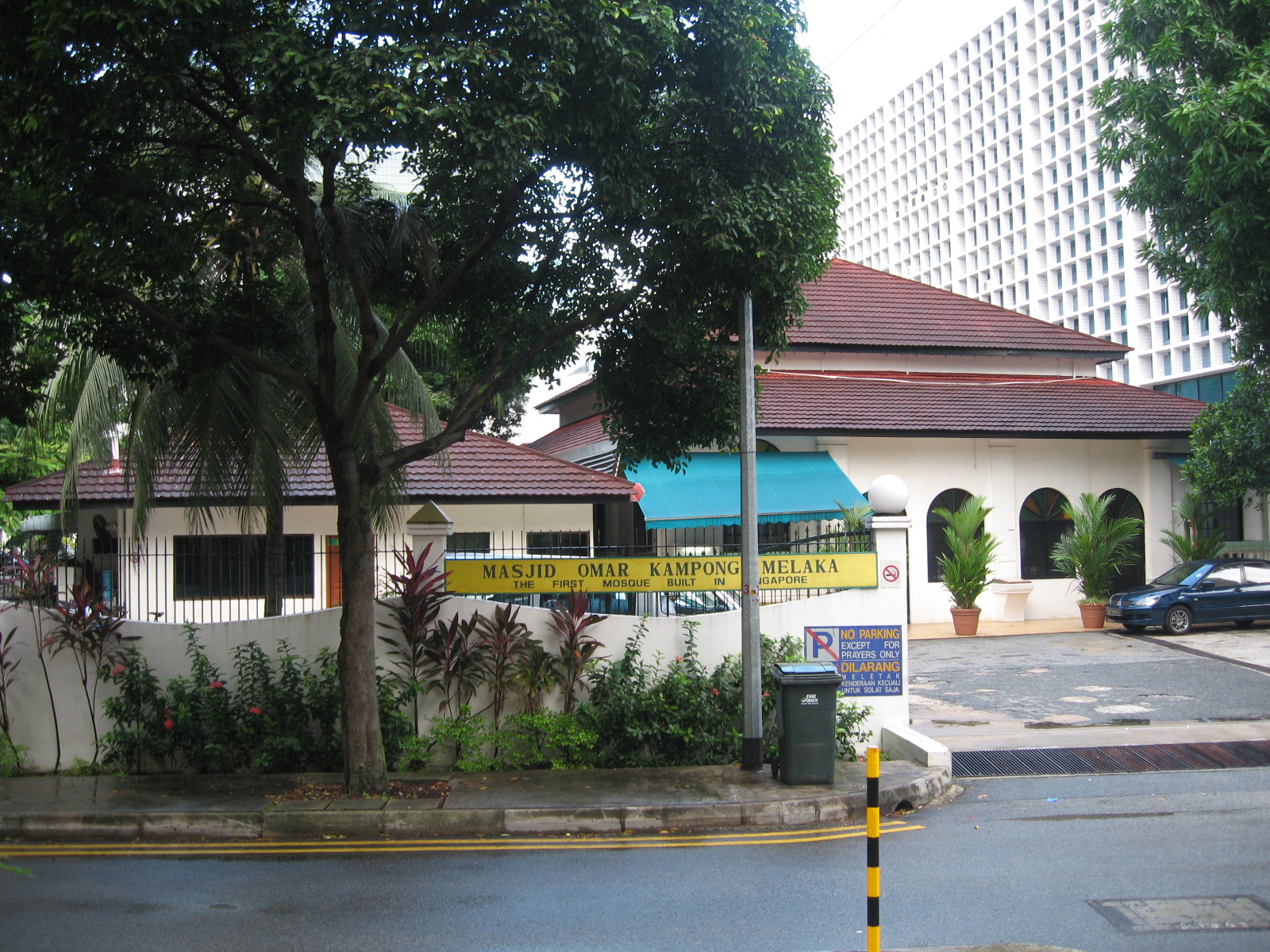
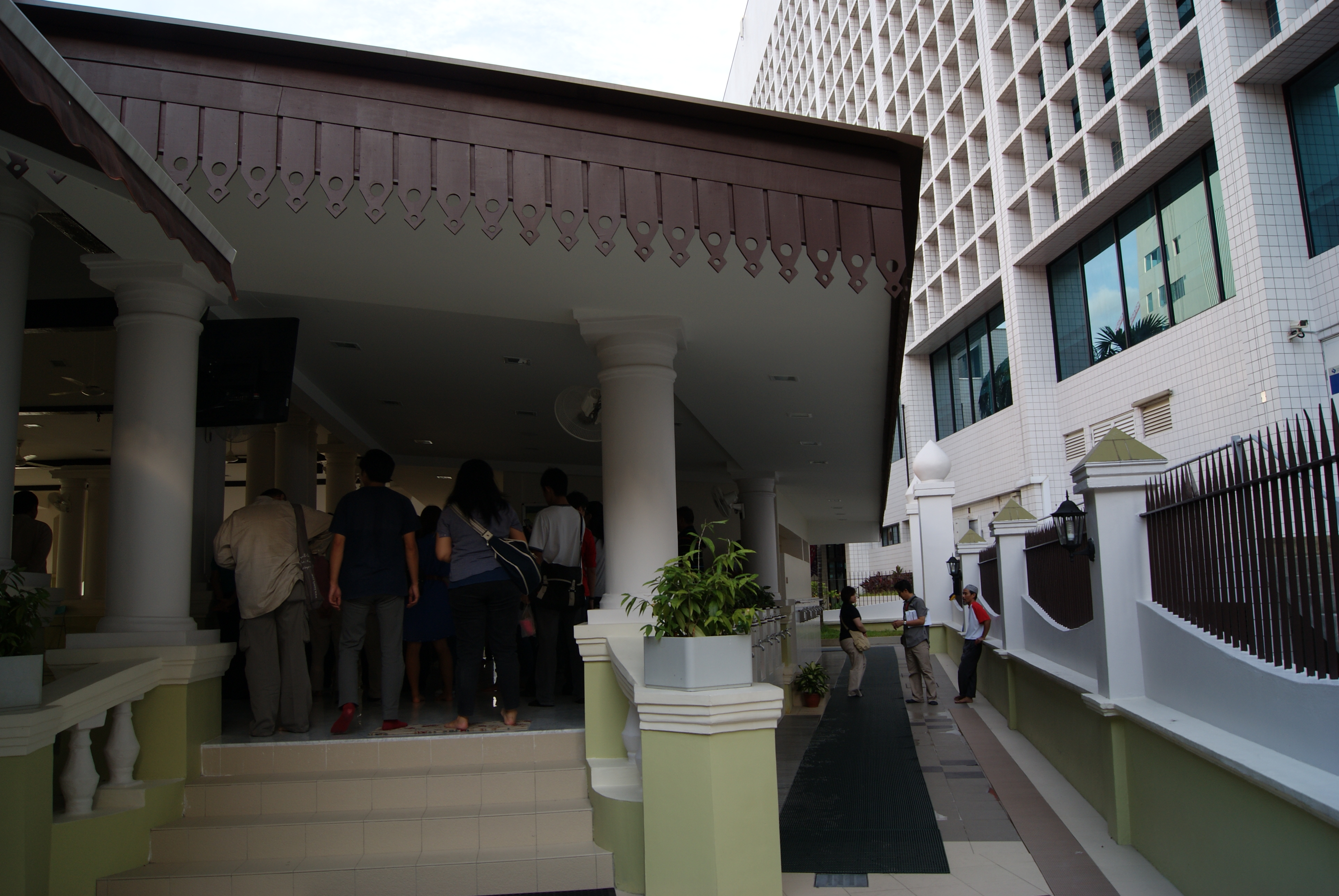
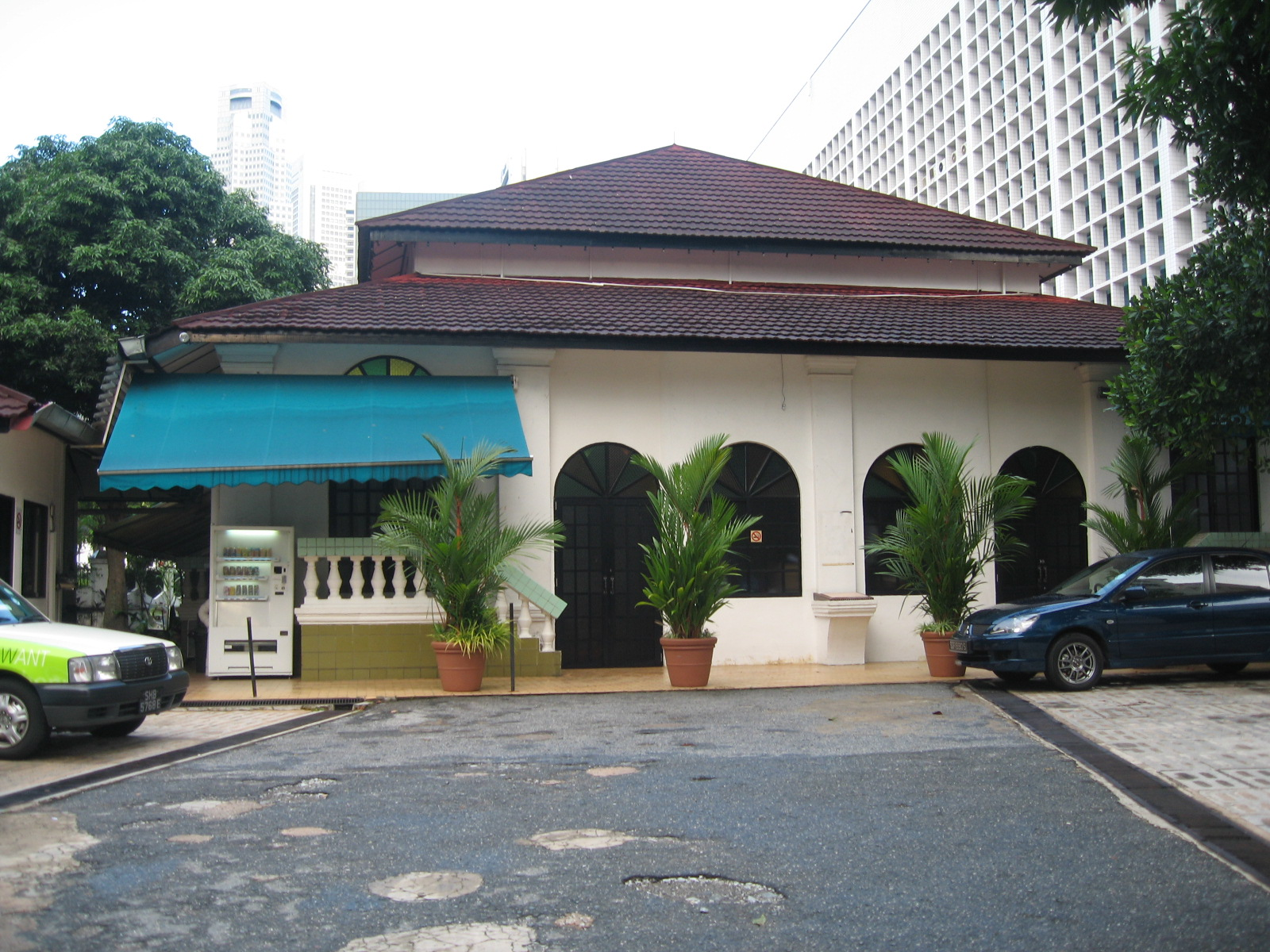
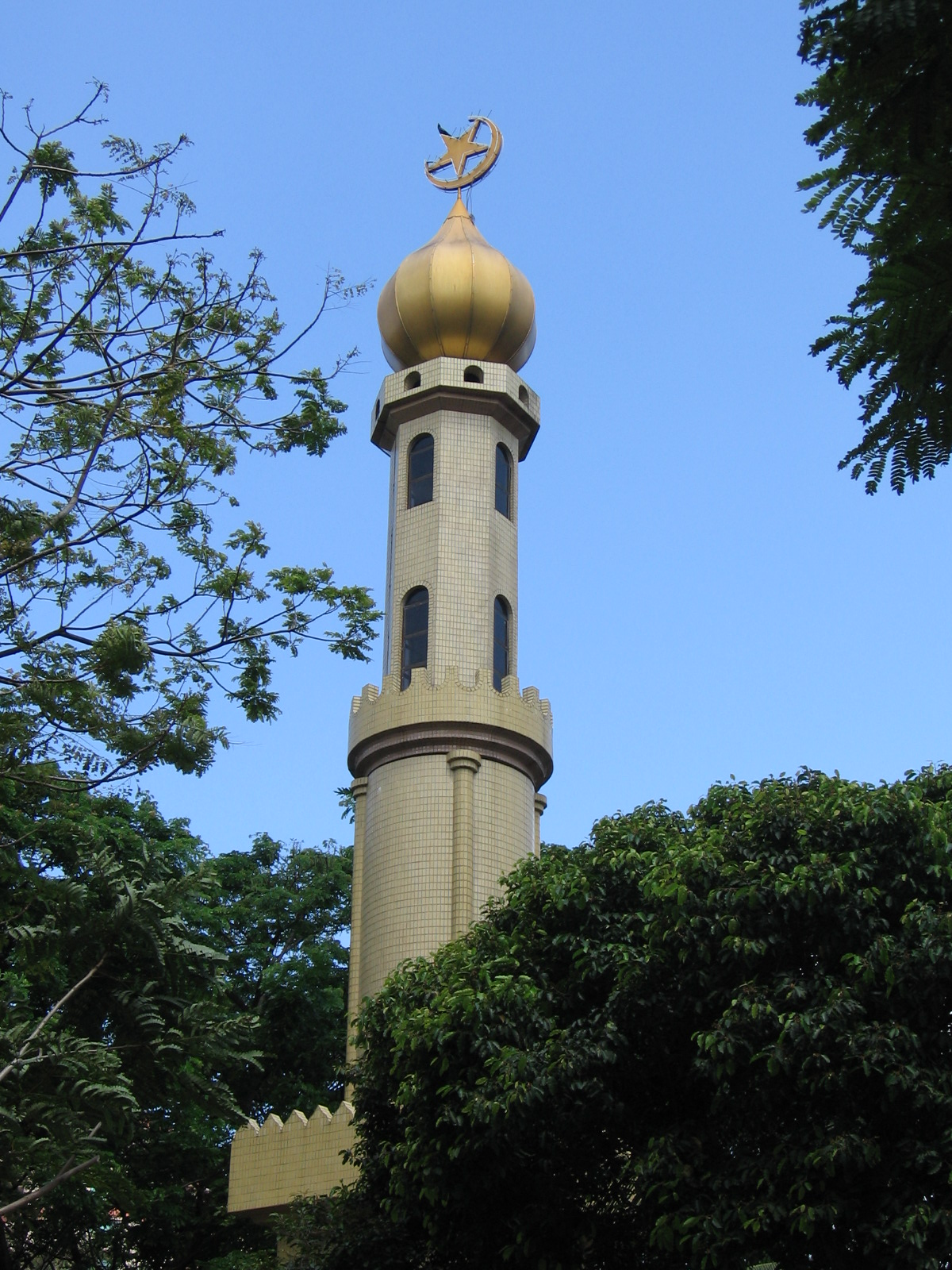